# Gerald Wheeler
William Gerald Wheeler (* 26. März 1929 in London) ist ein britisch-kanadischer Organist, Cembalist, Chorleiter und Musikpädagoge englischer Herkunft.

## Leben
Wheeler war Schüler von Edgar T. Cook, dem Organisten der Londoner Southwark Cathedral, und von 1953 bis 1956 stellvertretender Organist an der St Paul’s Cathedral. 1956 wanderte er nach Kanada aus und wirkte bis 1965 als Organist und Chorleiter an der St Matthew's Church in Ottawa. Daneben unterrichtete er von 1960 bis 1965 (und erneut von 1971 bis 1973) an der Carleton University.
1965 wechselte er als Organist und Musikdirektor an die Christ Church Cathedral in Montreal. Im gleichen Jahr begann er, am Marianopolis College zu unterrichten, 1986 an der McGill University. Unter anderem waren Aubrey Foy, Paul Halley, Robert Kennedy und Alison Riseley seine Schüler. Von 1969 bis 1973 war er offizieller Organist des Orchestre symphonique de Montréal, mit dem er auch danach noch gelegentlich auftrat. Seit 1971 war er außerdem Organist und Cembalist des McGill Chamber Orchestra und von 1975 bis 1979 Dirigent des Canadian Centennial Choir in Ottawa.
Wheeler gab als Organist auch Recitals und trat in Radio und Fernsehen auf. Er spielte die Uraufführung von Graham Georges Five Fugues for Organ (1964) und Sonatinas for Organ (1967), Robert Flemings Fanfares for Brass and Organ (1969), Kelsey Jones’ Musica con Amore (1977) und Bengt Hambraeus’ Antiphonie (1977). Auf seinem Album Organ Plus (1977) spielte er Werke von Marius Monnikendam, Robert Fleming, Wolfgang Amadeus Mozart und Walter Piston. Als Cembalosolist nahm er George Fialas Sinfonietta mit dem Akkordeonisten Joseph Macerollo und dem McGill Chamber Orchestra auf.
Die McGill University vergibt seit 1991 den Gerald Wheeler Award für Organisten und Chorleiter.